# Cleistocactus laniceps
Cleistocactus laniceps là một loài thực vật có hoa trong họ Cactaceae. Loài này được (K. Schum.) Gosselin mô tả khoa học đầu tiên năm 1904.

## Hình ảnh

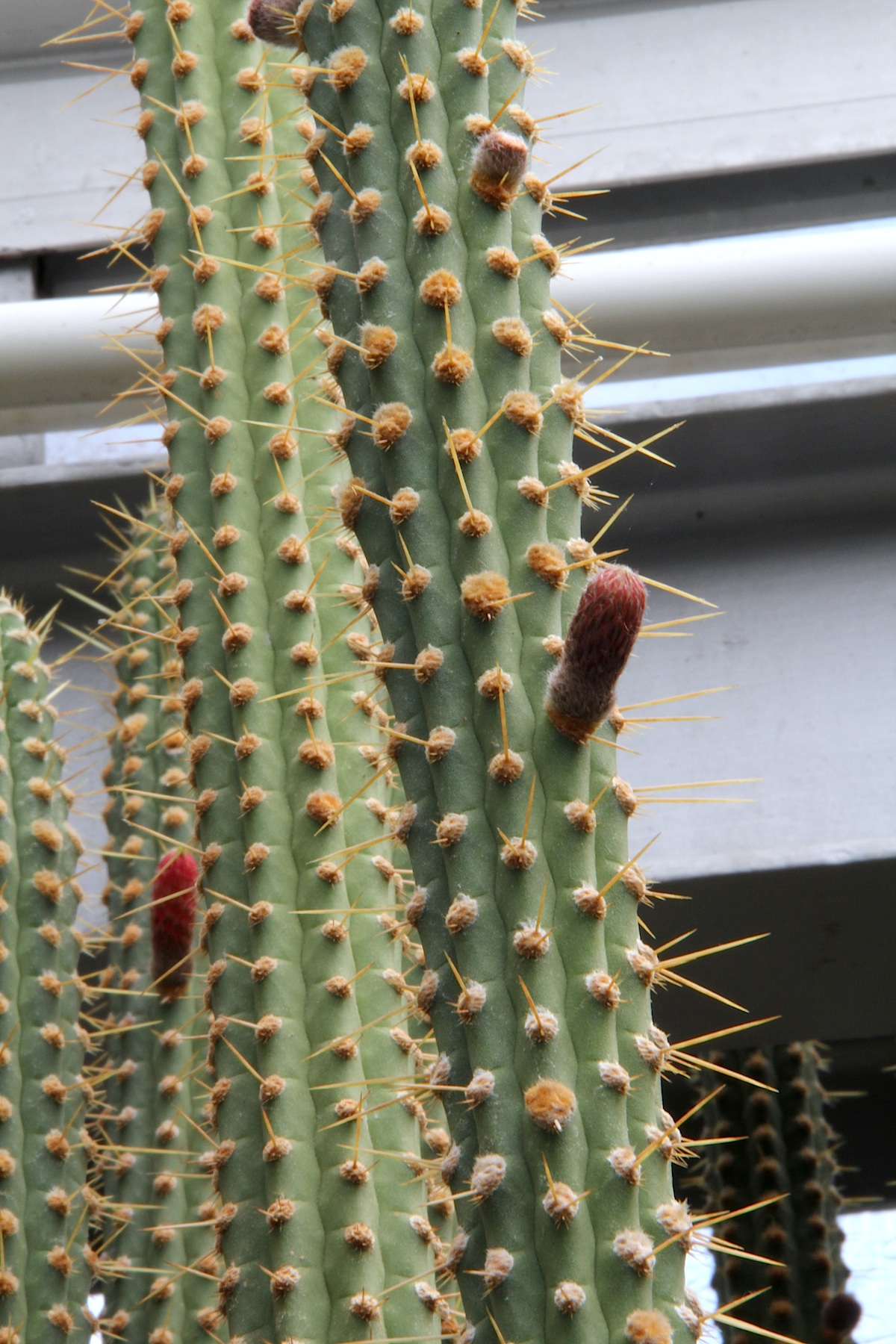
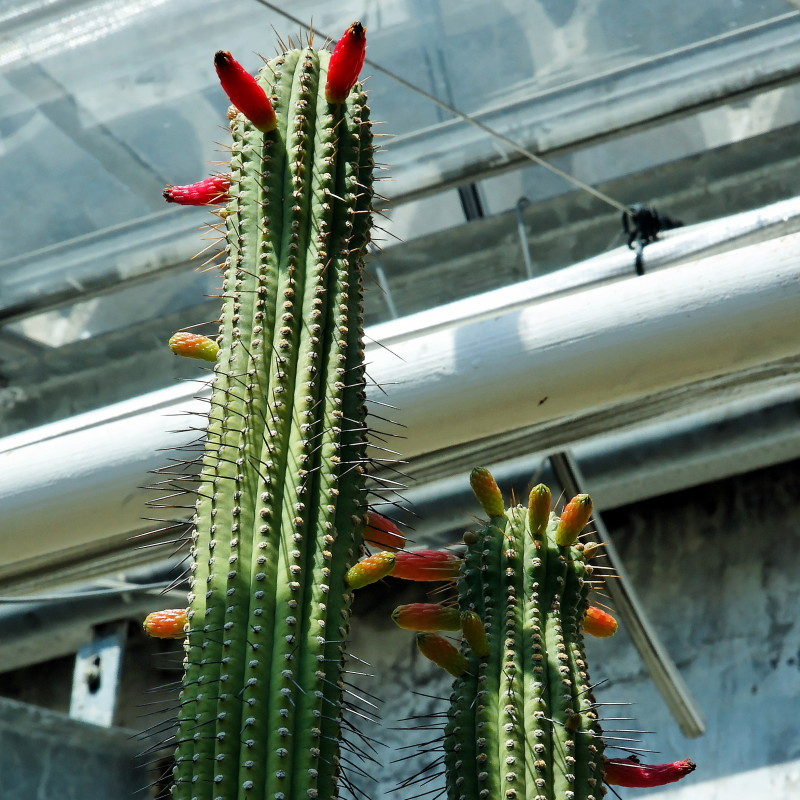
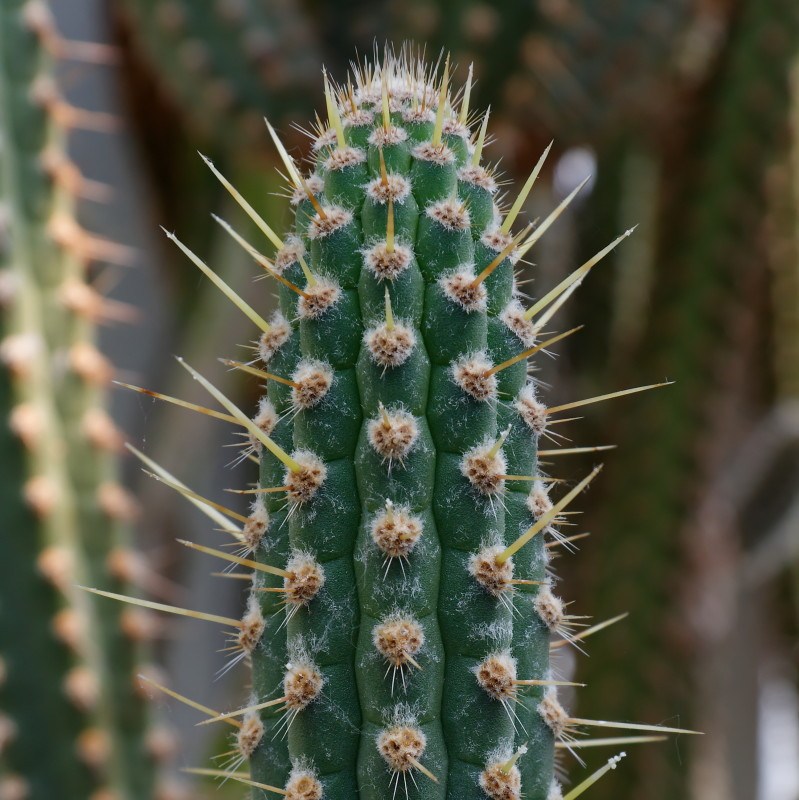